# Rhyparus nepalensis
Rhyparus nepalensis är en skalbaggsart som beskrevs av Vladimir Balthasar 1971. Rhyparus nepalensis ingår i släktet Rhyparus och familjen Aphodiidae. Inga underarter finns listade i Catalogue of Life.